# Лембів зсув
Лембів зсув — незначна за величиною зміна енергії квантових станів завдяки взаємодії з нульовими коливаннями електромагнітного поля у вакуумі.
Лембів зсув найбільш виразно проявляється у вигляді зняття виродження рівнів 2S1/2 і 2P1/2 атома водню. Ці рівні вироджені навіть при врахуванні тонкої структури, яка описується рівнянням Дірака. Врахування взаємодії з нульовими коливаннями електромагнітного поля призводить до дуже малого розщеплення. Величина розщеплення дорівнює 1057,77(1) МГц. Таким чином, збуджений у стані з головним квантовим числом n = 2 атом водню поглинає радіочастотне випромінювання завдяки переходам між 2S1/2 і 2P1/2 рівнями.
За експериментальне відкриття зсуву 1947 року, Вілліс Лемб отримав Нобелівську премію з фізики за 1955 рік. 
Теоретичне пояснення ефекту дав Ганс Бете.